# Colibași (Gorj)
Colibași es una localidad rumana de la comuna de Scoarța, en el condado de Gorj.

## Historia
Hacia finales del siglo XIX el caserío, que ya por entonces pertenecía al condado de Gorj, formaba parte de la comuna de Pojogeni y tenía contabilizada una población de 300 habitantes.
En la segunda mitad del siglo XX la localidad había pasado a formar parte de la comuna de Scoarța. En el censo de 2021 la localidad tenía una población de 220 habitantes.